# Vlado Kristl
Vlado Kristl (24 de enero de 1923 – 7 de julio de 2004) fue un artista, autor y cineasta de origen croata, conocido sobre todo por sus cortos de animación. 

## Biografía
Su nombre completo era Vladislav Kristl, y nació en Zagreb, en aquel momento parte del Reino de Yugoslavia, y actualmente parte de Croacia. 
Kristl estudió entre 1942 y 1949 en la Academia de Arte de Zagreb, y a partir de 1950 trabajó como pintor y letrista independiente. En febrero y marzo de 1953 presentó su obra abstracta en una exposición del Gruppe EXAT-51 en Zagreb. Posteriormente fue a vivir a Europa Occidental, y entre 1954 y 1959 residió en Chile.
En 1959 volvió a Yugoeslavia, donde expuso sus obras y creó sus primeras animaciones. Su film Der General und der ernste Mensch tuvo problemas con la censura y fue confiscadabe, motivo por el cual en 1963 dejó Yugoeslavia y fue a vivir a Múnich.
Kristl fue conocido internacionalmente por sus atrevidas y escrupulosas animaciones, particularmente por Don Kihot (inspirada libremente en el personaje de Miguel de Cervantes). El film era una "pieza maestra gráfica y abstracta, la cual va más allá de las convenciones actuales" y recibió el primer premio del Festival Internacional de Cortometrajes de Oberhausen.
A partir de 1975 se centró más en la pintura, y en 1977 hizo un Video-Teatro. Desde el año 1979 fue profesor de la Escuela Superior de Bellas Artes de Hamburgo. 
También publicó dos libros de poesía: Neznatna lirika (1959) y Pet bijelih stepenica (1961), ambos escritos en croata. Escribió, además, otros libros en lengua alemana.
Vlado Kristl falleció en el año 2004, a los 81 años de edad, en Múnich, Alemania. Con su pareja, Jelena, tuvo dos hijos, Madeleine (nacida en 1966) y Pepe Stephan (nacido en 1968).

## Filmografía
- 1959 : Kradja dragulja (animación)
- 1960 : Žagrenska koža (animación)
- 1960 : Don Kihot (animación)
- 1962 : General i resni človec (cortometraje)
- 1963 : Arme Leute (cortometraje)
- 1963 : Madeleine, Madeleine (cortometraje)
- 1964 : Der Damm
- 1965 : Autorennen (cortometraje)
- 1965 : Maulwürfe (cortometraje)
- 1965 : Friedliche Zeiten (cortometraje)
- 1966 : Prometheus (animación)
- 1966 : Der Brief
- 1967 : Die Utopen (animación)
- 1968 : Sekundenfilme (TV)
- 1968 : 100 Blatt Schreibblock
- 1969 : Italienisches Capriccio (cortometraje)
- 1970 : Film oder Macht
- 1971 : Obrigkeitsfilm
- 1971 : Berlinale (cortometraje)
- 1971 : Tigerkäfig (cortometraje)
- 1971 : Die Dächer der Ruinen (cortometraje)
- 1971 : Kino zwei (TV)
- 1972 : Akademismus
- 1973 : Literaturverfilmung (cortometraje)
- 1973 : Horizonte (TV-Kurzfilm)
- 1974 : Kollektivfilm (Übungsfilm einer Filmklasse unter Kristls Leitung)
- 1975 : Diese Gedichte
- 1982 : Verräter des jungen deutschen Films schlafen nicht! (animación)
- 1983 : Tod dem Zuschauer
- 1985 : Zeichnungen (animación)
- 1987 : Am Wegende, am Bach, mit Susanne (animación)
- 1988 : Der letzte Klon (cortometraje)
- 1990 : Der Tod des Beamten
- 1991 : Die Schule der Postmoderne
- 1991 : Elektromobil (documental)
- 1992 : Partei der Intelligenz
- 1994 : Die Hälfte des Reichtums für die Hälfte der Schönheit (animación)
- 1996 : Als man noch aus persönlichen Gründen gelebt hat
- 1998 : Der letzte Klon (cortometraje)
- 2000 : Drei faule Schweine (cortometraje)
- 2002 : Kunst ist nur außerhalb der Menschengesellschaft (cortometraje)
- 2004 : Weltkongress der Obdachlosen (cortometraje)